# Eurycyde hispida
Eurycyde hispida is een zeespin uit de familie Ascorhynchidae. De soort behoort tot het geslacht Eurycyde. Eurycyde hispida werd in 1844 voor het eerst wetenschappelijk beschreven door Kroyer. 